# Laura Ingalls Wilder
Laura Ingalls Wilder, född 7 februari 1867 i Pepin County i Wisconsin, död 10 februari 1957 i Mansfield i Missouri, var en amerikansk författare. Hon är mest känd för bokserien Lilla huset på prärien, som till viss del är självbiografisk.

## Biografi
Laura Ingalls föräldrar hette Charles och Caroline Ingalls. Laura föddes som nummer två i en skara på fem barn. Hon hade en storasyster, Mary, och tre yngre syskon, Carrie, Freddie (som avled bara nio månader gammal) och Grace. 
Familjen Ingalls var nybyggare och flyttade runt i mellersta USA under hennes barndom och tonår. Laura Ingalls var en begåvad skolelev men fick skolgången uppstyckad på grund av familjens ständiga flyttande och dåliga ekonomi. Till slut stannade familjen i De Smet i Dakota-territoriet (nuvarande South Dakota), där Laura kunde gå i skolan och arbeta som sömmerska och lärare. 
Laura Ingalls gifte sig 1885 med Almanzo Wilder (1857–1949), paret fick två barn: Rose Wilder Lane (1886–1968) och en son utan namn som avled strax efter födseln 1889. Det var bara en av alla händelser som gjorde paret Wilder nedbrutna och fattiga: ungefär samtidigt fick Almanzo difteri och blev nästan förlamad, deras hus brann upp och det var flera års torka. 
År 1890 flyttade paret till Almanzos föräldrar i Minnesota. De bodde även en kort period i Florida, men Lauras hemlängtan fick dem att flytta tillbaka till De Smet. De bodde nu i ett hus i staden och Laura arbetade som sömmerska. 1894 flyttade de en sista gång. Den här gången slog de sig ner på en gård utanför Mansfield i Missouri. De kallade gården Rocky Ridge Farm, och där bodde Laura till sin död 1957.

## Utmärkelser
Nedslagskratern Wilder på planeten Venus och asteroiden 4875 Ingalls är uppkallad efter henne.